# ۲۰ اوت
۲۰ اوت در تقویم گرگوری، دویست و سی و دومین (در سال‌های کبیسه دویست و سی و سومین) روز سال است. ۱۳۳ روز تا پایان سال باقی است.

## رویدادها
- ۶۳۶ – با پیروزی قوای مسلمان به فرماندهی خالد بن ولید در نبرد یرموک بر امپراتوری بیزانس سوریه و فلسطین به تصرف مسلمانان درآمد تا سرآغازی برای پیشروی برق آسای مسلمین در خارج از عربستان به ویژه سرزمین‌های مسیحی‌نشین باشد.
- ۱۹۱۴ – در جریان جنگ اول جهانی بروکسل توسط ارتش امپراطوری آلمان به اشغال درآمد.
- ۱۹۲۶ – ان‌اچ‌کی تنها سازمان ملی رادیو تلویزیونی ژاپن تأسیس شد.
- ۱۹۶۰ – سنگال با جدایی از فدراسیون مالی اعلان استقلال کرد.
- ۱۹۶۸ – با حمله اتحاد جماهیر شوروی سوسیالیستی به‌همراه متحدین‌اش در پیمان ورشو (به‌غیر از رومانی) به چکسلواکی بهار پراگ به پایان رسید.
- ۱۹۷۵ – وایکینگ ۱ به عنوان اولین فضاپیما از دو فضاپیما طی برنامه وایکینگ ناسا به مریخ فرستاده شد.
- ۱۹۷۷ – کاوشگر فضایی وویجر ۲ توسط ناسا به فضا پرتاب شد.
- ۱۹۸۸ – با پذیرش یک آتش‌بس پس از ۸ سال جنگ بین ایران و عراق و با به جا گذاشتن بیش از یک میلیون نفر کشته و زخمی به پایان رسید.
- ۱۹۸۸ - پرو به کنوانسیون برن برای حمایت از آثار ادبی و هنری پیوست. گفتنی است ایران همچنان به این کنوانسیون نپیوسته است.
- ۱۹۹۱ – اتحاد جماهیر شوروی پس از ۶۹ سال از هم پاشید و به چندین کشور بزرگ و کوچک تبدیل شد.
- ۱۹۹۱ - با فروپاشی اتحاد جماهیر شوروی استونی که از سال ۱۹۴۰ به خاک شوروی ضمیمه شده بود به مانند قبل از جنگ دوم جهانی استقلال خود را اعلام کرد.
- ۱۹۹۳ – پس از چند دور مذاکرات مخفیانه در نروژ اولین پیمان اسلو بین اسرائیل و سازمان آزادیبخش فلسطین (ساف) به امضا رسید.
- ۱۹۹۸ – دادگاه عالی کانادا با تصویب قانونی جدایی ایالت کبک را منوط به مجوز از دولت فدرال کرد.
- ۲۰۰۲ – گروهی از مخالفان رژیم صدام حسین با حمله به سفارت عراق در برلین ۵ ساعت کارکنان سفارت خانه را گروگان گرفته و سپس تسلیم پلیس شدند.
- ۲۰۱۲ – در اثر یک شورش در زندانی پرجمعیت در کاراکاس پایتخت ونزوئلا ۲۵ تن کشته شدند.
- ۲۰۱۴ – ۳۲ تن در رانش زمین حاصل باران شدید یک روزه در استان هیروشیمای ژاپن کشته شدند.

## زادروزها
- ۱۸۹۸ – لئوپولد اینفلد، (به لهستانی: Leopold Infeld)‏ (۱۸۹۸ – ۱۹۶۸) نویسنده و فیزیک‌دان لهستانی.
- ۱۹۶۵ – هدی حسین، بازیگر عراقی-کویتی. [۱]